# Streama, Plovdiv
Streama (în bulgară Стряма) este un sat în comuna Rakovski, regiunea Plovdiv,  Bulgaria. 

## Demografie
Componența etnică a satului Streama
     Turci (2,23%)
     Bulgari (86,79%)
     Nicio identificare (10,05%)
     Altele (1%)
La recensământul din 2011, populația satului Streama era de 3.083 locuitori. Din punct de vedere etnic, majoritatea locuitorilor (86,79%) erau bulgari, cu o minoritate de turci (2,23%). Pentru 10,05% din locuitori nu este cunoscută apartenența etnică.